# Tallsjön, Hälsingland
Tallsjön är en sjö i Ljusdals kommun i Hälsingland och ingår i Dalälvens huvudavrinningsområde. Sjön är 12,4 meter djup, har en yta på 0,442 kvadratkilometer och befinner sig 414,1 meter över havet.

## Delavrinningsområde
Tallsjön ingår i det delavrinningsområde (682626-144640) som SMHI kallar för Mynnar i Tallsjöbäcken. Medelhöjden är 452 meter över havet och ytan är 8,93 kvadratkilometer. Det finns inga avrinningsområden uppströms utan avrinningsområdet är högsta punkten. Vattendraget som avvattnar avrinningsområdet har biflödesordning 4, vilket innebär att vattnet flödar genom totalt 4 vattendrag innan det når havet efter 423 kilometer. Avrinningsområdet består mestadels av skog (92 procent). Avrinningsområdet har 0,44 kvadratkilometer vattenytor vilket ger det en sjöprocent på 4,9 procent.